# Бой при Ганкуре
Бой при Ганкуре — бой во время русско-турецкой войны (1787—1791) между русскими войсками генерала М. Ф. Каменского и татарским отрядом Ибрагим-паши западнее Бендер. Татары после незначительного сопротивления были обращены в бегство.
В ноябре российская Украинская армия была расположена на зимние квартиры, причем дивизия генерал-аншефа Каменского — в Кишиневе и Лопушне. В это время было обнаружено приближение к Ганкуру и Сокульцам (близ Бендер) татарского отряда Ибрагима-паши, который предполагал, получив подкрепление из Бендер, произвести нападение на русские зимние квартиры. Каменский попросил у главнокомандующего генерал-фельдмаршала П. А. Румянцева разрешение выбить неприятеля из Ганкура. Оставив всю тяжелую артиллерию в Кишиневе и Чучуленах под прикрытием двух батальонов, он двинулся тремя колоннами по трём дорогам, на расстоянии 12—15 верст одна от другой. 9 декабря все колонны одновременно выступили со сборных пунктов, но прибыли к Ганкуру в разное время: сначала левая, бригадира Познякова, затем средняя, самого Каменского, и позже всех правая, генерал-майора Б. П. Ласси. 
Увидев колонну Ласси и, не подозревая о наступлении остальных двух колонн, татары выслали против неё 200 человек конницы. Каменский, подходивший в это время к Ганкуру, из-за глубокого снега спешил три эскадрона и казаков, которые ударили в левый фланг и тыл также спешенного противника и опрокинули его. Затем, преследуя бегущих, войска сбили второй татарский отряд из 700 человек и, дойдя до Сокульцев, вследствие наступившей темноты и сильной усталости прекратили преследование. Отставшие пехота и артиллерия почти не принимали участия в деле.